# Палаццо Строцці

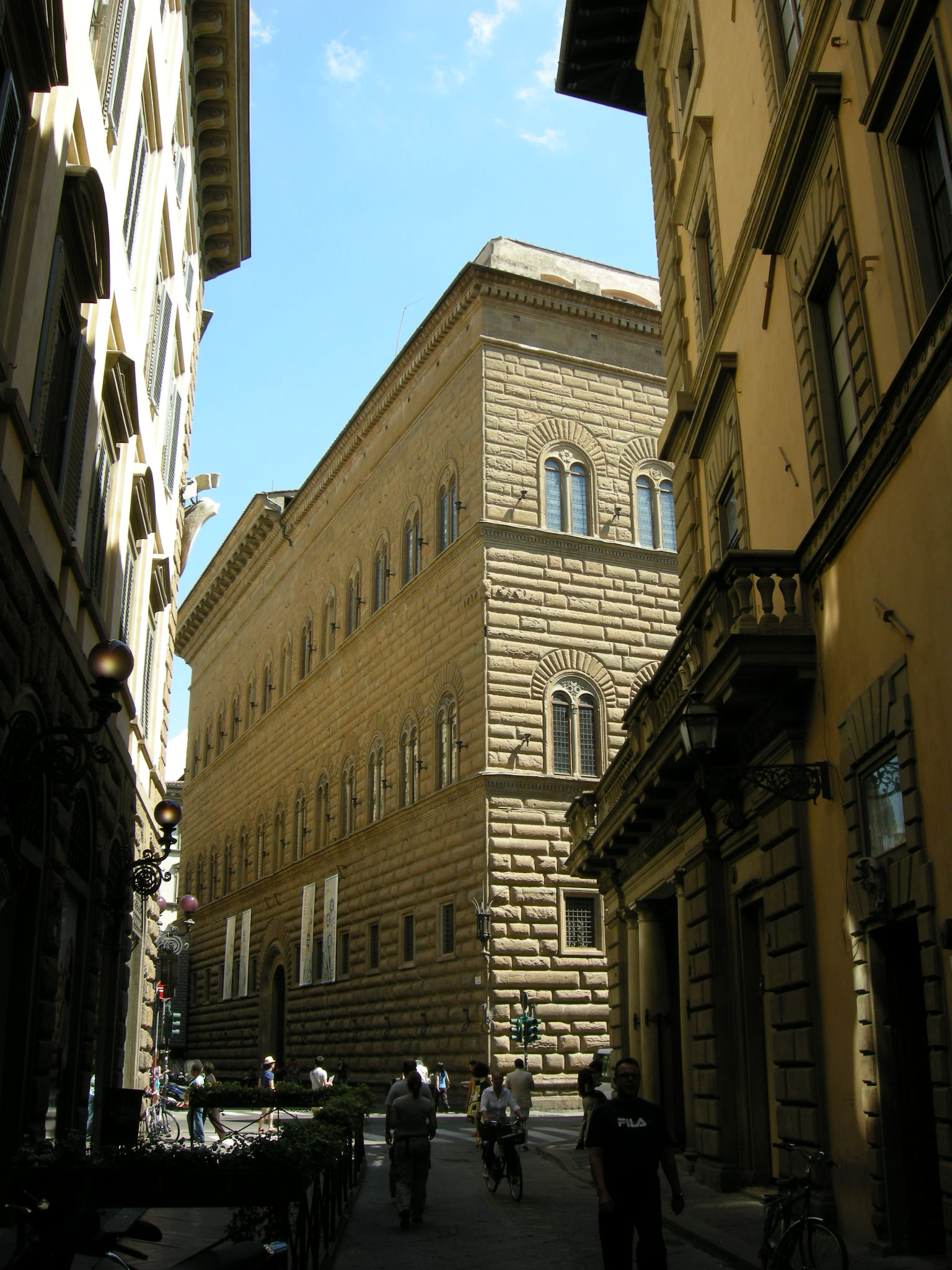
Палаццо Строцці

Палаццо Строцці (італ. Palazzo Strozzi) — флорентійський палац (палаццо) епохи Ренесансу. Будівля була побудована за замовленням Філіппо Строцці за проєктом Джуліано да Сангалло приблизно у 1489—1539. За своєю формою належить до флорентійських міських палаців раннього Відродження.
Філіппо Строцці призначив початок будівництва палаццо на 6 серпня 1492 згідно з астрологічним прогнозом. Архітектор сімейства Строцці Бенедетто да Майано надихався палацом Медічі, відомим нині як Палаццо Медічі-Ріккарді, автором якого був Мікелоццо.
Будинок, облицьований опуклими кам'яними блоками, справляє дуже гармонійне враження. Його підсилює випнутий карниз зодчого Кронака.
Філіппо Строцці помер, не дочекавшись закінчення будівництва свого палаццо, а його син П'єтро виїхав із Флоренції до Франції, до двору своєї двоюрідної сестри, Катерини Медичі.

## Галерея

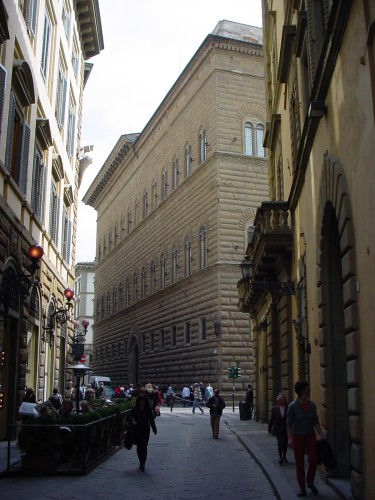
Сучасний вигляд Палаццо Строцці
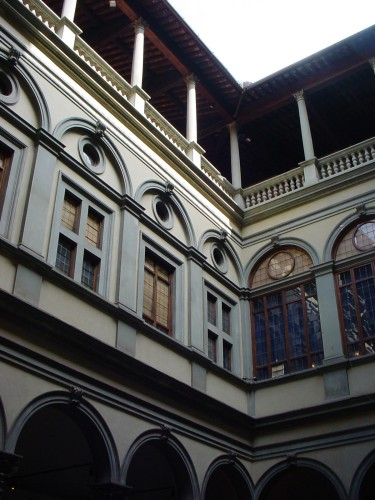
Внутрішній дворик
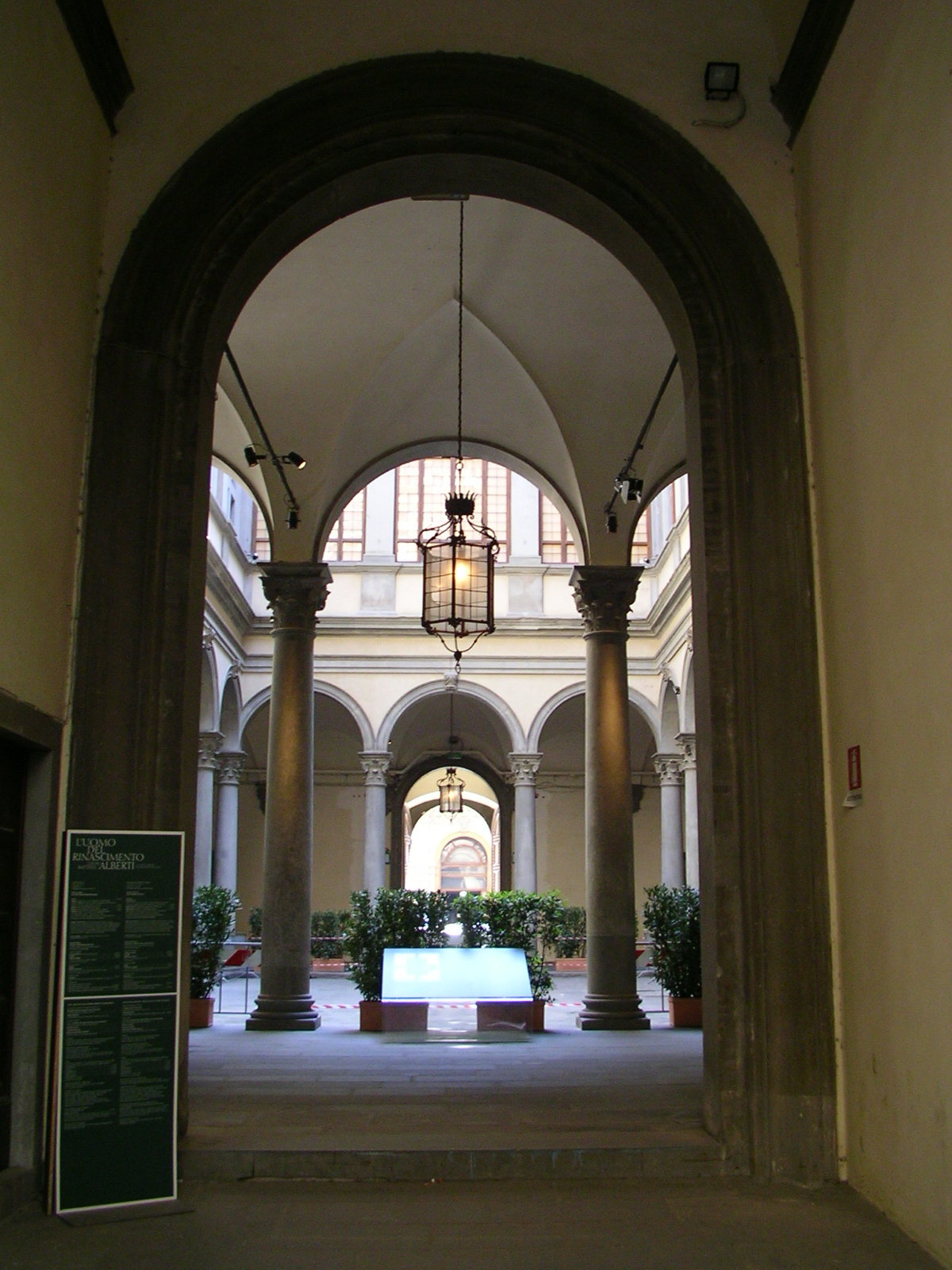
Внутрішній дворик